# Donatello
Donatello (s polnim imenom Donato di Niccolò di Betto Bardi), italijanski kipar, * okoli 1386, † 13. december 1466.
Donatello je bil sloviti zgodnjerenesančni italijanski umetnik in kipar iz Firenc. Kiparstvo je popeljal iz pozne gotike v renesanso in velja za enega največjih oblikovalcev vseh kiparskih zvrsti. Posvečal se je risbi, bil je izjemen kipar, spreten pri štukaturah, obvladal je perspektivo, bil pa je tudi arhitekt. Velja za prvega, ki je obvladal ploski relief.

## Zgodnje življenje
Donatello je bil sin Niccola di Betto Bardija, rodil se je v Firencah, najverjetneje leta 1386. Donatello se je šolal v hiši družine Martelli. Donatello je prvo kiparsko izobrazbo dobil pri Nicollu di Banci, šolal pa se je tudi v Ghibertijevi delavnici (1404–1407). Donatello je bil obdarjen z vsem, kar je tedanji umetnik potreboval: izredno tehnično jasnost, globoko privrženost humanističnim idealom, temperamentom in neke vrste notranjo željo, ki ga je gnala, da je izpovedoval lastni nemir kljub strogemu nadzoru bistrega uma.
Medtem ko se je ukvarjal s študijem in izkopavanjem s Filippo Brunelleschijem v Rimu, se je Donatello preživljal z delom v zlatarskih trgovinah. Njuna rimska doba je bila odločilnega pomena za celoten razvoj italijanske umetnosti v 15. stoletju, saj je v tem obdobju Brunelleschi opravil svoje meritve kupole Panteona in drugih rimskih stavb. Brunelleschijeve zgradbe in Donatellove skulpture štejejo kot poglavitni izraz duha tega obdobja v arhitekturi in kiparstvu, in so močno vplivale na druge umetnike tistega časa. V Rimu je Donatello študiral kiparstvo v letih 1430–1433.

## Delo v Firencah
V Firencah je Donatello pomagal Lorenzu Ghibertiju s kipi prerokov za severna vrata krstilnice stolnice v Firencah, za kar je novembra 1406 in v začetku 1408 prejel plačilo. Med letoma 1409 in 1411 je izdelal velik sedeči kip Sv. Janez Evangelist, ki je do leta 1588 zasedal nišo na fasadi stare stolnice in je danes postavljen v Museo dell'Opera del Duomo. To delo predstavlja odločilni korak od poznogotskega manierizma do iskanja naturalizma in prikazovanja človeških čustev. Obraz, ramena in prsi so še vedno idealizirana, medtem ko so roke in gube na obleki čez noge uprizorjene bolj realistično.
V letih 1411–1413 je Donatello delal na kipu Sv. Marko za ceh cerkve Orsanmichele. Leta 1417 je zaključil Sv. Jurija. Eleganten Sv. Jurij ubija zmaja na dnu kipa je izveden v schiacciato – zelo nizkem bas-reliefu, kar je bil eden prvih primerov linearne perspektive v kiparstvu. Leta 1423 je ustvaril delo Sv. Ludvik iz Toulousa za Orsanmichele, ki je danes v muzeju v baziliki Santa Croce. Donatello je izklesal tudi klasični okvir za to delo, ki je ostal, kip pa je bil leta 1460 preseljen in ga je nadomestil z Nejeverni Sv. Tomaž od Verrocchia.
Med letoma 1415 in 1426 je Donatello ustvaril pet kipov za pročelje zvonika stolnice Santa Maria del Fiore v Firencah, ki je znana tudi kot Duomo. Ta dela so Prerok brez brade in Bradati Prerok (oba 1415), Žrtvovanje Izaka (1421), Habakuk (1423–1425) in Jeremija (1425–1426), ki sledijo klasičnim modelom govornikov in jih karakterizirajo močne podrobnosti portretov. V dveh namreč prepoznamo Francesca Soderinija mlajšega in Giovanija di Barduccia Cherichinija. Iz poznih najstniških let je relief Pazzijeva Madonna v Berlinu. Leta 1425 je izdelal pomembno delo Križanje za Santa Croce; to delo prikazuje Kristusa v trenutku agonije, oči in usta so delno odprta, telo pa v okorni drži. 
Med 1425–1427 je Donatello sodeloval z Michelozzom pri nagrobnem spomeniku protipapeža Janeza XXIII. za krstilnico v Firencah. Donatello je izdelal ležeč bronast kip Pokojnika pod školjko. Leta 1427 je končal v Pisi relief iz marmorja za nagrobni spomenik kardinala Rainalda Brancaccija v cerkvi Sant'Angelo a Nilo v Neaplju. V istem obdobju je izdelal relief Herodova pojedina in kipa Vera in Upanje za krstilnico sv. Janeza v Sieni. Relief je večinoma v slogu stiacciato, z liki v ospredju reliefa.

## Večja naročila v Firencah
Okoli leta 1430 je Cosimo de' Medici, velik mecen umetnosti, naročil Donatellu bronastega Davida (danes v muzeju Bargello) za dvorišče njegove Palazzo Medici. To je Donatellovo najbolj znano delo. V času svojega nastanka je bil prvi znan samostojen gol kip vse od antičnih časov. V celoti zasnovan v okolju, ki je neodvisno od kakršnih koli arhitekturnih elementov in v veliki meri predstavlja alegorijo državljanskih kreposti, slavi zmago nad brutalnostjo in neracionalnostjo, in je bilo prvo večje delo renesančnega kiparstva. Iz tega obdobja je tudi majhna Love-Atys, ki je danes v muzeju Bargello.
Ko je bil Cosimo izgnan iz Firenc, je Donatello odšel v Rim in ostal do leta 1433. Dve deli, ki pričata o njegovi prisotnosti v tem mestu, sta Grobnica Giovanni Crivelli v Santa Maria v Aracoeli in Ciborij z reliefom Oznanjenja (kamen s pozlato) v baziliki Svetega Petra in nosita močan pečat klasičnega vpliva. 
Vrnitev Donatella v Firence je skoraj sovpadala s Cosimovo. Maja 1434 je podpisal pogodbo za marmorno prižnico na pročelju stolnice Prato, zadnji projekt je izvedel v sodelovanju z Michelozzom. To delo; strastno, pogansko, ritmično zasnovan ples bakanalij na pol goli putti, je bila predhodnica velikega Cantoria ali pojočih tribun na Duomu v Firencah, na katerih je Donatello občasno delal v letih 1433–1440. Zgledoval se je po starodavnih sarkofagih in bizantinskih slonokoščenih skrinjah. Leta 1435 je izdelal Oznanjenje za oltar v Santa Croce, ki sloni na ikonografiji 14. stoletja, v letih 1437–1443 je bil zaposlen na stari zakristiji v San Lorenzo v Firencah; na dveh vratih in lunetah so portreti svetnikov, kot tudi osem štukaturnih tondov. Iz leta 1438 je leseni kip Janeza Evangelista za Santa Maria Gloriosa dei Frari v Benetkah. Okoli 1440 je doprsni portret Mladi mož z Cameo, ki je danes v muzeju Bargello in velja za prvi primer laičnega doprsnega portreta od klasične dobe dalje.

## Padova
Leta 1443 je bil Donatello poklican v Padovo. Klicali so ga dediči znanega kondotjera Erasma da Narnija, ki je umrl istega leta. Od antike dalje je kot prvi spet ustvaril konjeniški portret Erasma (znan tudi kot Gattamelata), ki ga je končal leta 1450 in gleda na baziliko sv. Antona. To delo je postalo prototip za druge konjeniške spomenike, izvedene v Italiji in v Evropi v naslednjih stoletjih. 
V baziliki svetega Antona je Donatello ustvaril najslavnejši kip, bronastega Križanega iz 1444–1447 in dodatne kipe za kor, vključno z Madonno z detetom in šest svetnikov, ki predstavljajo Svet pogovor, ki pa po obnovi Camilla Boita leta 1895 ni več vidno. Marija z detetom prikazuje otroke kot vernike, na prestolu, ki ga obdajata dve sfingi, alegorični figuri znanja. Na hrbtni strani prestola je relief Adam in Eva. V tem obdobju (1446–1450) Donatello dela tudi štiri zelo pomembne reliefe s prizori iz življenja sv. Antona za glavnim oltarjem.

## Zadnja leta v Firencah
Donatello se je vrnil v Firence leta 1453. Bronast kip Judita in Holofern je bil med letoma 1455 in 1460 načrtovan za Siensko stolnico, vendar ga je pozneje pridobila družina Medici. Do leta 1461 je Donatello ostal v Sieni, kjer je ustvaril Svetega Janeza Krstnika in modele za vrata, prav tako za stolnico, ki pa danes veljajo za izgubljene. 
Za svoje zadnje naročilo v Firencah je Donatello izdelal bronaste reliefe za prižnico v baziliki sv. Lovrenca, s pomočjo študentov Bartolomeo Bellano in Bertoldo di Giovanni. Donatello je pripravil splošno zasnovo in osebno izdelal Mučeništvo svetega Lovrenca in Snemanje s križa. Delal je na reliefih Kristus pred Pilatom in Kristus pred Caiphusom z Bellanom. To delo je značilno intenzivno, prosto, res površno in sugestivno nedokončano – v italijanski non-finito tehniki, ki povečuje dramatičen učinek prizorov in poudarja duhovno intenziteto. Donatello je umrl v Firencah leta 1466 in je bil pokopan v baziliki sv. Lovrenca poleg Cosima Medičejskega starejšega.

## Pomembnejša dela
- Sv. Marko (1411–1413), Orsanmichele, Firence
- Tanernakelj sv. Jurija (okoli 1415–1417) — Museo Nazionale del Bargello, Firence
- Prerok Habakuk (1423–1425) — Muzej Opera del Duomo, Firence
- Herodova pojedina (okoli 1425) — Baptisterij San Giovanni, Siena
- David (okoli 1425–1430) — Museo Nazionale del Bargello, Firence
- Madonna v oblaku (okoli 1425–35) marmorni relief, Museum of Fine Arts, Boston
- Konjenik Gattamelata (1445–1450) — Piazza del Santo, Padova
- Spokornica Magdalena (c. 1455) — Muzej Opera del Duomo, Firence
- Judita in Holofern (1455–1460) — Palazzo Vecchio, Firence
- Devica z detetom in štirje angeli ali Chellini Madonna(1456), Victoria and Albert Museum

- Doprsni kip Niccoloja da Uzzana, ulit iz originala v Museo Nazionale del Bargello, Firence, Italija
- Spokornica Magdalena (okoli 1455) — Museo dell'Opera del Duomo, Firence
- Glava sv. Janeza Evangelista, 1408-1415, ki je do 1588 zasedala nišo na fasadi stare stolnice in je zdaj postavljena v Muzej Opera del Duomo.